# Naantali
Naantali (en suédois Nådendal, en latin Vallis Gratiae - la vallée de grâce) est une ville du sud-ouest de la Finlande. Cette petite ville, qui compte une population de 20 000 habitants, se situe dans la province de Finlande occidentale et la région de Finlande du Sud-Ouest, à 15 km à l'ouest de Turku, la capitale provinciale.

## Histoire

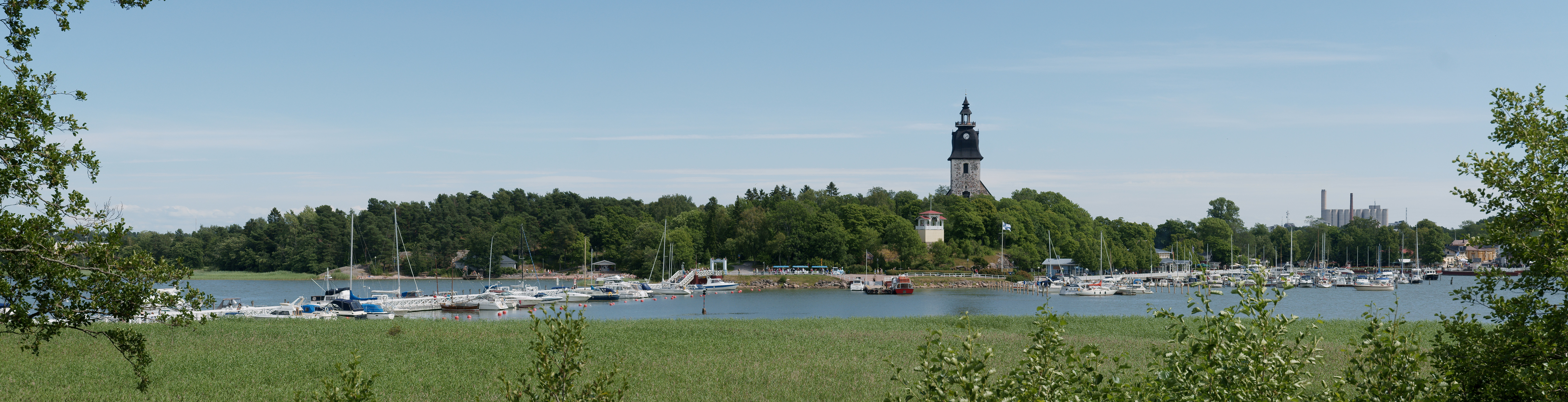
Naantali.

Naantali est une des villes les plus anciennes de Finlande, fondée autour de l'église-couvent en 1443 par le roi Christophe de Suède. Quand le couvent a reçu des droits de commerce et quelques autres privilèges, la ville tout autour a commencé à croître.
Au XVIe siècle, quand le protestantisme est devenu la religion officielle, le couvent a été fermé. La ville ne s'en est remise qu'au XVIIIe siècle, quand l'établissement balnéaire a été fondé à Kalevanniemi. En 1922, le manoir de Kultaranta est devenu la résidence d'été officielle du président après que la Finlande eut gagné son indépendance, en 1917.
La vraie prospérité de la ville a commencé dans les années 1950, quand se sont établies les industries qui dominent l'économie de la ville. Aujourd'hui, Naantali est une des villes les plus riches de Finlande.
Les communes de Merimasku, Rymättylä et Velkua ont fusionné avec Naantali le 1er janvier 2009.

## Géographie
La ville a une superficie de 688,24 kilomètres carrés, dont 3,86 km2 sont des eaux intérieures.
La majeure partie de la superficie terrestre se trouve sur l'île de Luonnonmaa qui se situe au sud-ouest du centre-ville, mais la majorité de la population vit sur le continent.
En fait, la plus grande partie de l'île est recouverte de forêt et de champs, tandis que la partie péninsulaire se compose pour l'essentiel de zones résidentielles.
L'archipel de Naantali est composé des quartiers Rymättylä, Merimasku, Velkua et Livonsaari, avec un total de mille îles et mille kilomètres de côtes.
Les magnifiques paysages de l'archipel abritent 4 400 habitants tout au long de l'année.
L'archipel de Naantali est à proximité du centre Naantali et facilement accessible en voiture, à vélo ou par bateau.
Les municipalités voisines de Naantali sont Pargas, Masku, Raisio, Taivassalo et Turku.
Naantali compte 1,7 % d'habitants parlant le suédois et a pour seule langue officielle le finnois.

## Démographie
Depuis 1980, la démographie de Naantali a évolué comme suit, :
| Année      | 1980   | 1985   | 1990   | 1995   | 2000   | 2005   |
| ---------- | ------ | ------ | ------ | ------ | ------ | ------ |
| Population | 11 328 | 13 246 | 14 622 | 15 854 | 16 743 | 17 788 |

| Année      | 2010   | 2015   | 2020   |
| ---------- | ------ | ------ | ------ |
| Population | 18 807 | 18 955 | 19 301 |

## Économie

### Activités économiques
En plus du tourisme, les activités les plus importantes de la ville sont la production d'électricité, le raffinage de pétrole, l'industrie et les services et les activités portuaires.
Le port abrite également les silos de Suomen Viljava, la centrale électrique de Fortum, qui, entre autres, génère de la chaleur pour chauffer l'eau pour les résidents de la région de Turku, la raffinerie de Naantali (fi) de Neste et l'usine de lubrifiants (fi) d'Exxon Mobil.
À Luonnonmaa se trouve le chantier naval de Turku, qui est la plus grande cale sèche d'Europe du Nord.

### Principales sociétés
En 2020, les principales entreprises de Naantali par chiffre d'affaires sont :
| Société                          | C.A.   |
| -------------------------------- | ------ |
| Turun Seudun Energiantuotanto Oy | 159 M€ |
| Ruokaruletti Oy                  | 52 M€  |
| Finnfeeds Finland Oy             | 52 M€  |
| Naantali Steel Service Centre Oy | 44 M€  |
| Mauste-Sallinen (fi) Oy          | 26 M€  |
| Maustetalo Condite (fi) Oy       | 26 M€  |
| ExxonMobil Finland Oy Ab         | 19 M€  |
| Turun Korjaustelakka Oy          | 19 M€  |
| K-Supermarket Ukko-Pekka         | 16 M€  |
| Stevena (fi) Oy Naantali         | 15 M€  |

### Principaux employeurs
En 2020, les principaux employeurs sont :
| Employeur                         | Emplois |
| --------------------------------- | ------- |
| ExxonMobil Finland Oy Ab          | 94      |
| Kattoasennusliike Kymppi-Katto Oy | 92      |
| Stevena Oy Naantali               | 86      |
| Finnfeeds Finland Oy              | 84      |
| Ruokaruletti Oy                   | 82      |
| Technion Oy                       | 65      |
| Turun Korjaustelakka Oy           | 58      |
| Naantalin Aurinkoinen Oy          | 56      |
| TerhiTec Oy                       | 54      |
| Mauste-Sallinen Oy                | 52      |

## Politique et administration

### Élections législatives de 2019
Les résultats des élections législatives finlandaises de 2019 sont pour Naantali
|               | Parti social-démocrate de Finlande (SDP) | 1995   | 16,6 |  |  |  |
|               | Vrais Finlandais (PS)                    | 2614   | 21,8 |  |  |  |
|               | Parti de la coalition nationale (Kok)    | 3695   | 30,8 |  |  |  |
|               | Parti du centre (Kesk)                   | 980    | 8,2  |  |  |  |
|               | Ligue verte (Vihr)                       | 879    | 7,3  |  |  |  |
|               | Alliance de gauche (Vas)                 | 1069   | 8,9  |  |  |  |
|               | Chrétiens-démocrates (KD)                | 173    | 1,4  |  |  |  |
|               | Parti populaire suédois (SFP)            | 219    | 1,8  |  |  |  |
|               | Mouvement maintenant                     | 214    | 1,8  |  |  |  |
|               | Réforme bleue (SIN)                      | 55     | 0,5  |  |  |  |
|               | Autres partis                            |        |      |  |  |  |
|               |                                          |        |      |  |  |  |
| Votes rejetés | Votes rejetés                            | 45     | 0,4  |  |  |  |
| Total         | Total                                    | 12 038 | 100  |  |  |  |

### Conseil municipal
Les sièges des 43 conseillers municipaux de Naantali sont répartis comme suit:
| Parti                            | Parti                              | Sièges 2021–2025 |
| -------------------------------- | ---------------------------------- | ---------------- |
|                                  | Parti social-démocrate de Finlande | 9                |
|                                  | Vrais Finlandais                   | 6                |
|                                  | Parti de la Coalition nationale    | 16               |
|                                  | Parti du centre                    | 5                |
|                                  | Ligue verte                        | 4                |
|                                  | Alliance de gauche                 | 1                |
|                                  | Suomen ruotsalainen kansanpuolue   | 0                |
|                                  | Chrétiens-démocrates               | 2                |
|                                  | Mouvement maintenant               | 0                |
| Sources : tulospalvelu.vaalit.fi |                                    |                  |

### Subdivisions administratives
Les quartiers de Naantali sont:
- Haijainen
- Humalisto-Satama
- Isokylä
- Kantakaupunki
- Karvetti
- Keitilä
- Kirstilä
- Kukola
- Kultaranta
- Käkölä
- Ladvo-Venka
- Lietsala
- Luikkio
- Luolala
- Murikko
- Ruona-Pirttiluoto
- Soininen
- Taimo
- Viiala
- Viialanranta
- Viluluoto

## Transports

### Routier
La route principale menant à Naantali est la route principale 40 (E18).
Naantali est reliée à Turku par la voie rapide de Naantali.
La Rymättyläntie (seututie 189) fait partie de la route périphérique de l'archipel et le pont de Naantalinsalmi relie Luonnonmaa au continent.
Le pont d'Ukko-Pekka est destiné à la circulation douce.
La plupart des bus entre Turku et Naantali passent par l'ancienne route Naantalintie qui passe par le centre de Raisio.
Naantali est aussi traversée par les routes de liaison 1890, 1893, 1896, 1930 et 1931.

### Ferroviaire
La ligne de Naantali qui relie Raisio à Naantali n'a plus de trafic de passagers depuis le 29 septembre 1990.
Aujourd'hui, la voie ferrée transporte de l'acier de la forge de Rautaruukki et du grain des silos à grains du Suomen Viljava.
Dans un rayon de 15 kilomètres autour de Naantali, se trouvent la gare de Turku-Port, la gare principale de Turku et la gare de Kupittaa.

### Aérien
L'aéroport de Turku est à 20 km de Naantali par la E18.

### Maritime
Toute l'année, des traversiers gratuits desservent les îles de l'archipel de Naantali, à partir de Velkua et Rymättylä.
La compagnie Finnlines propose un service mixte fret/passagers toute l'année de Naantali vers la Suède et Åland.
Le temps de trajet jusqu'à Kapellskär est inférieur à 9 heures et pour Långås près de Mariehamn, il n'est que de 5 heures.
Le port de Naantali est le 3e port de marchandises de Finlande.

## Tourisme
Cette séparation intéressante entre la zone urbaine et la zone rurale est peut-être la raison pour laquelle la ville a été nommée centre touristique le plus populaire de Finlande par de nombreuses enquêtes. Un autre facteur entrant en jeu est la proximité de Turku, le centre administratif de la région, et de l'archipel de Turku.
Il y a aussi quelques centres d’intérêt importants dans la ville, comme le parc d'attractions Muumimaailma (le Monde des Moumines) sur l'île de Kailo, l'hôtel d'hydrothérapie de Naantali, et l'église-couvent médiévale.
La popularité de la ville en tant que site touristique est renforcée par le fait que le manoir de Kultaranta, la résidence d'été officielle du président finlandais, se situe sur Luonnonmaa.

## Éducation
Naantali compte les écoles primaires de Karvetti, Lietsala, Maijamäki, Merimasku, Suopelto, Taimo et de Velkua.
Naantali compte abrite aussi le Lycée de Naantali (fi) et l'institut professionnel de Naantali (fi).

## Événements
Un festival international de musique (fi) a lieu chaque année en juin à Naantali, ainsi que la journée du loir (fi) le 27 juillet.

## Jumelages
Les villes jumelles de Naantali sont :
| Ville | Ville       | Pays | Pays     |
| ----- | ----------- | ---- | -------- |
|       | Kirovsk     |      | Russie   |
|       | Nordfyn     |      | Danemark |
|       | Puck        |      | Pologne  |
|       | Svelvik     |      | Norvège  |
|       | Vadstena    |      | Suède    |
|       | Vesturbyggð |      | Islande  |

## Personnalités
- Aki-Petteri Berg, joueur de hockey sur glace
- Bo Carpelan, écrivain,
- Laila Hietamies, écrivain,
- Alfred Kordelin, homme d'affaires,
- Selim Palmgren, compositeur.

## Galerie

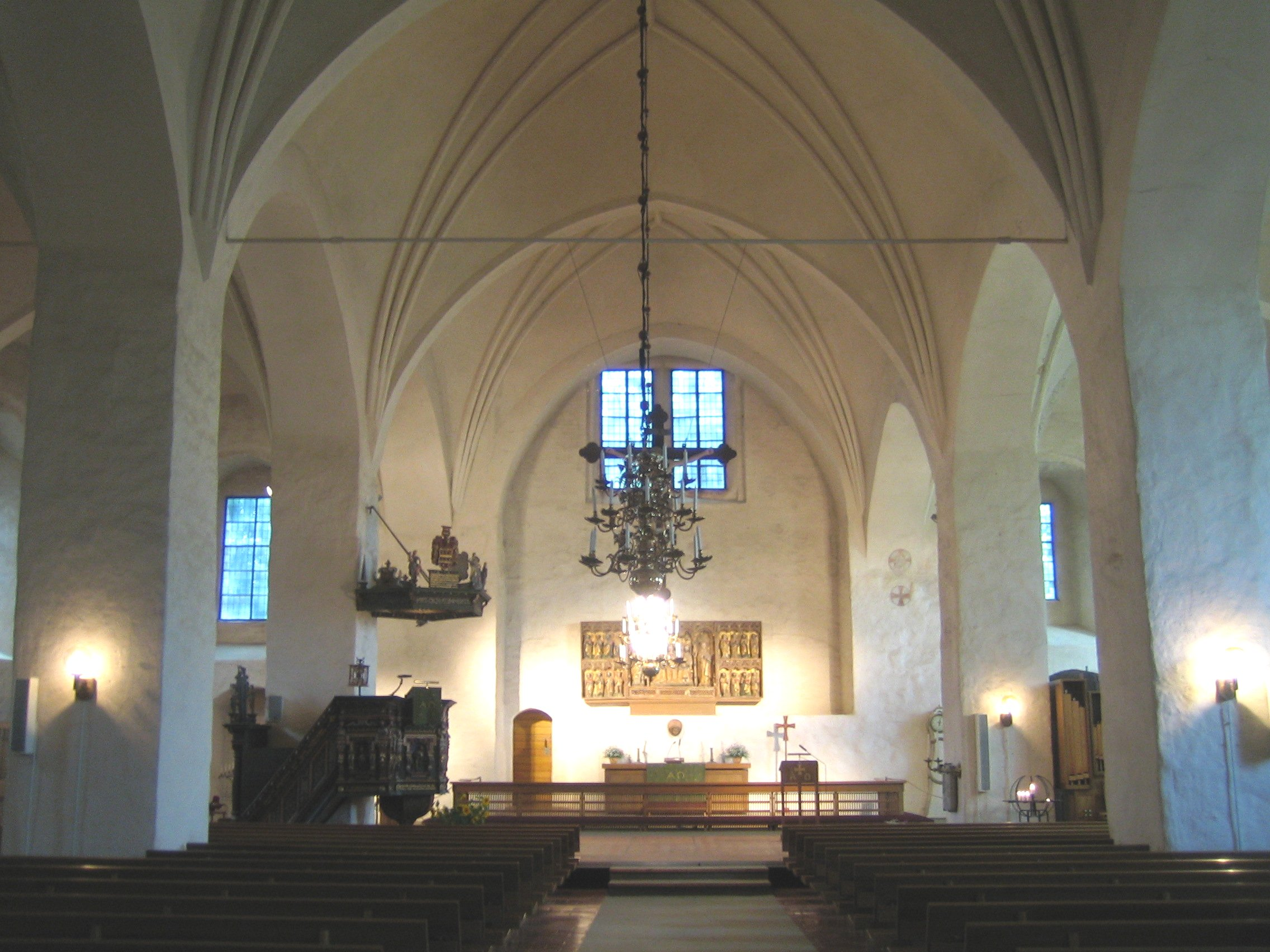
Église de Naantali.
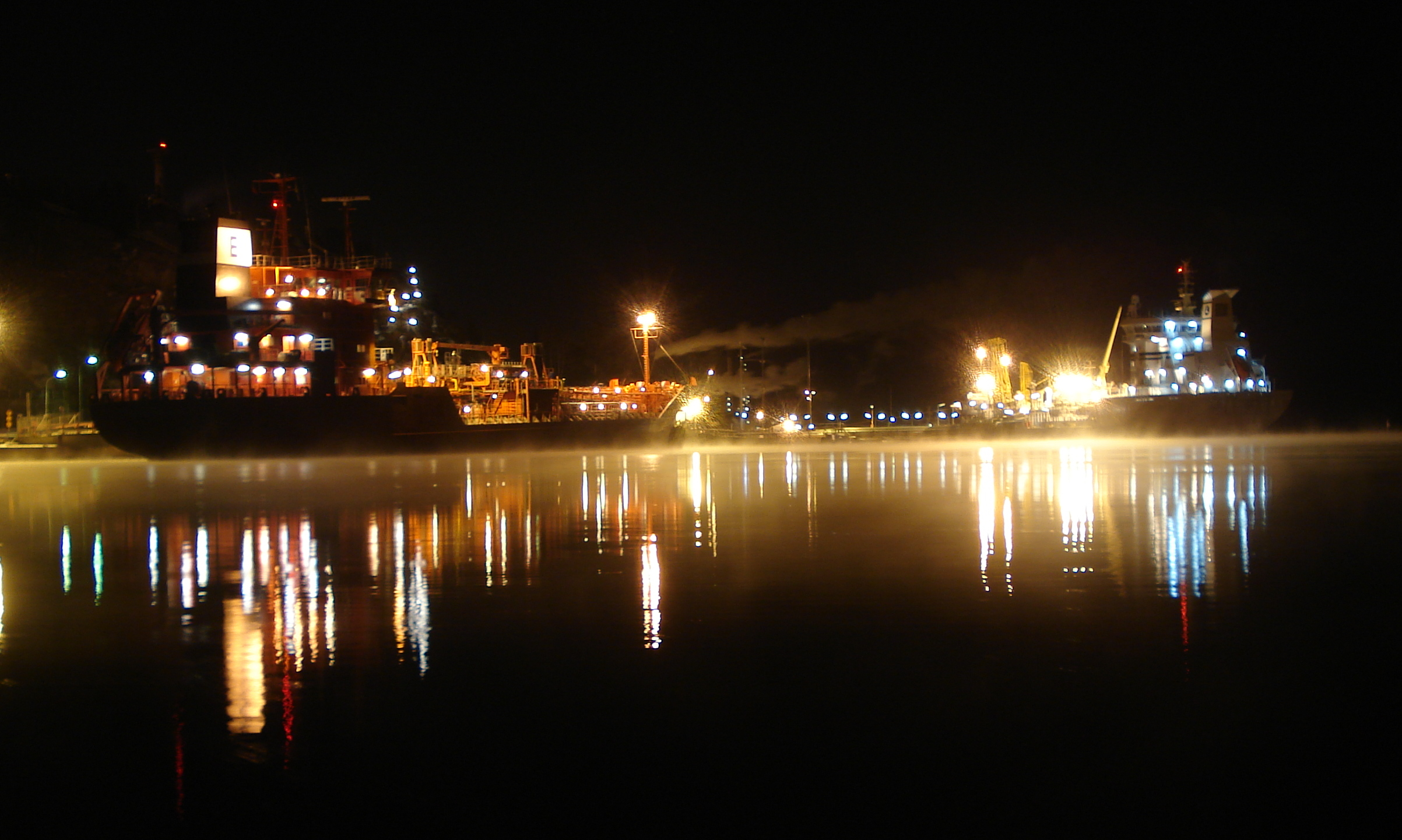
La raffinerie de Neste Oil.
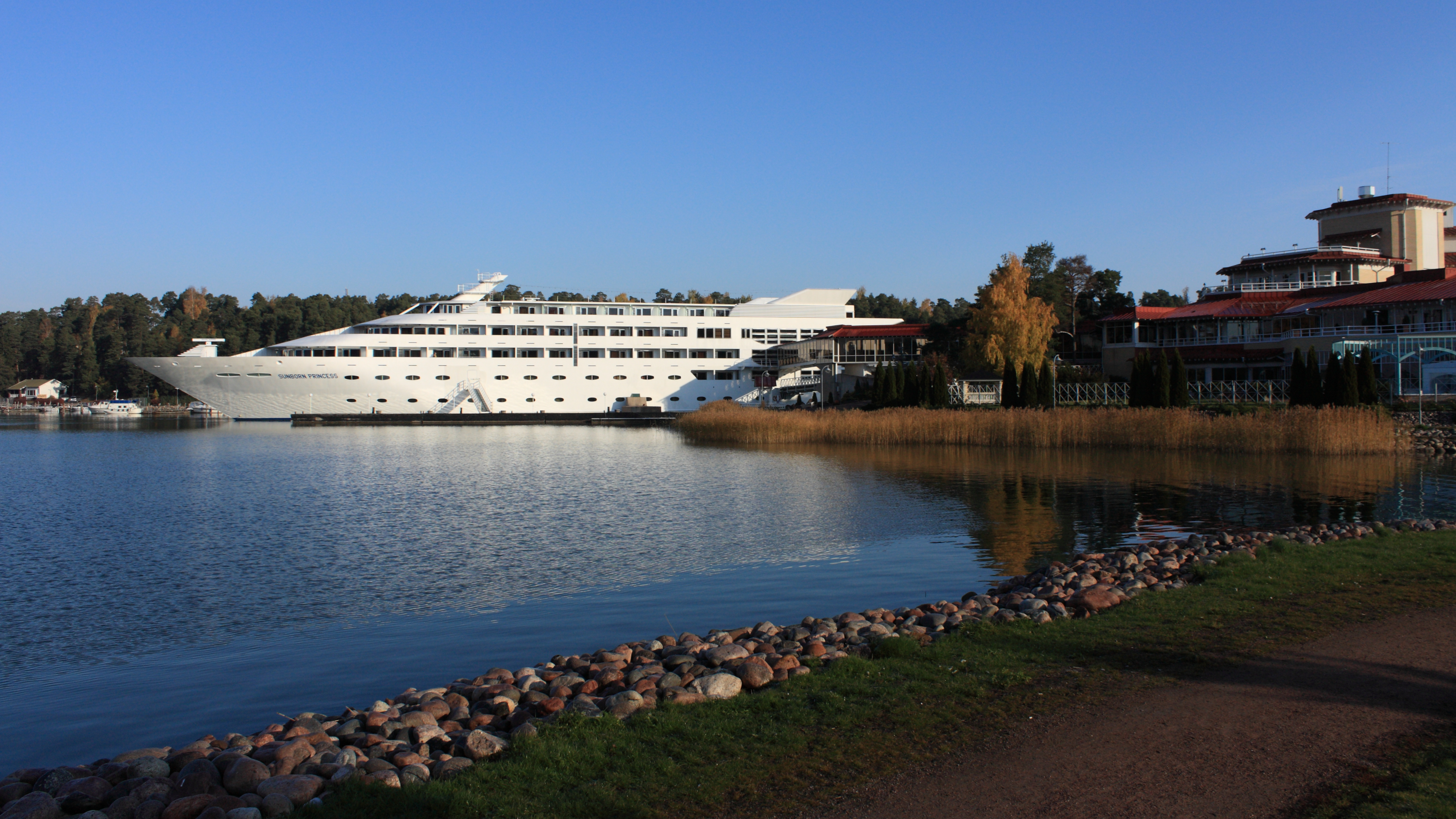
L'hôtel d'hydrothérapie de Naantali.
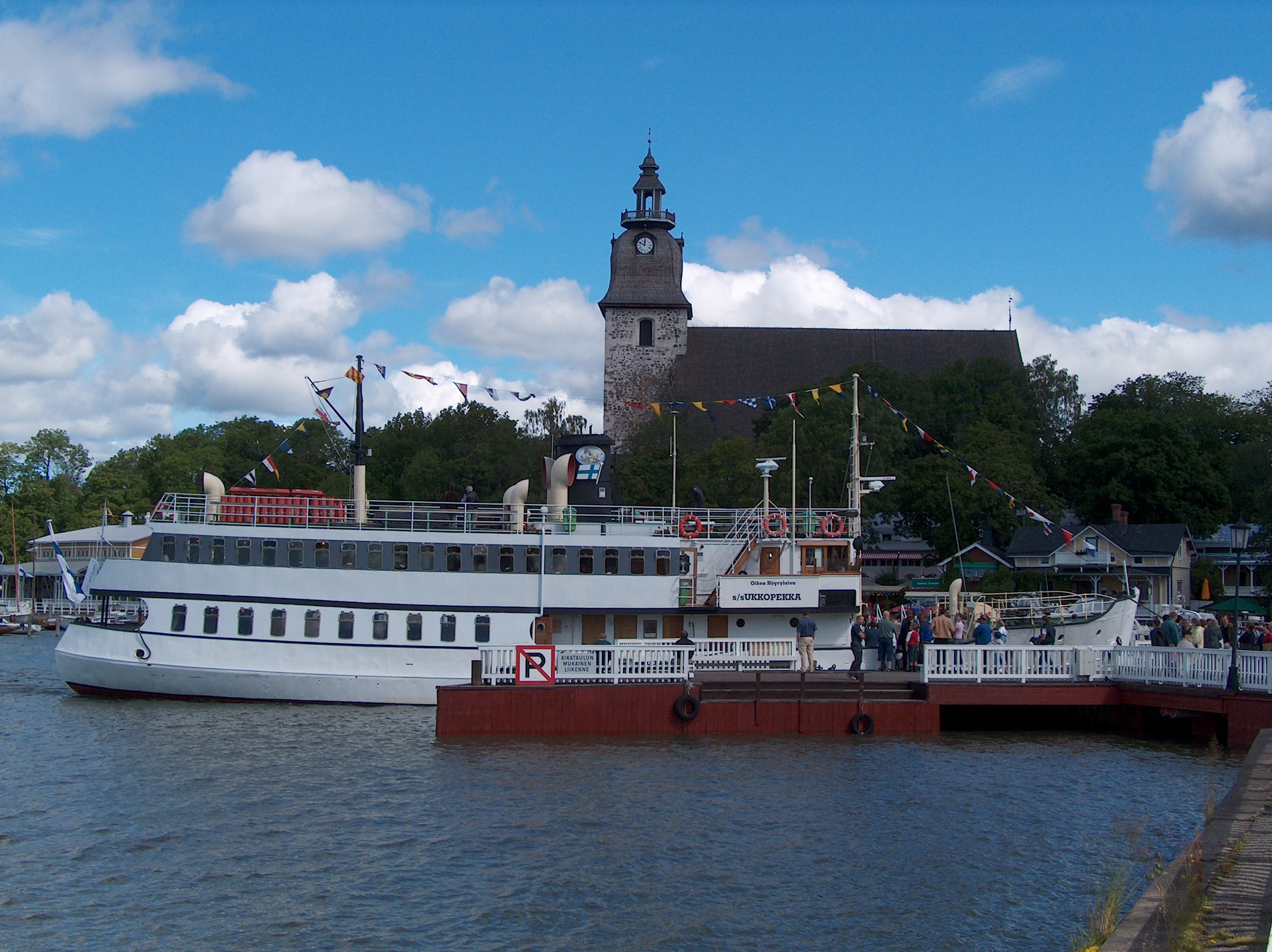
Le SS Ukkopekka à Naantali
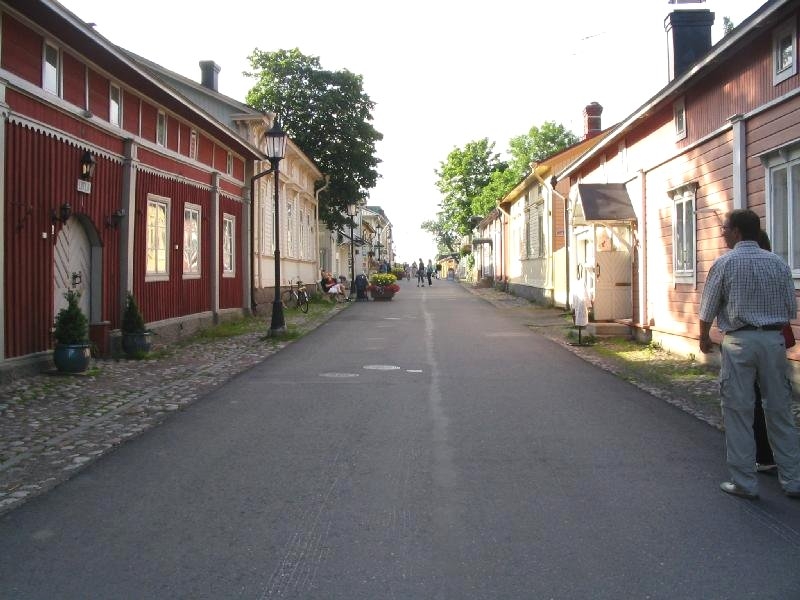
Une rue de Naantali en été.
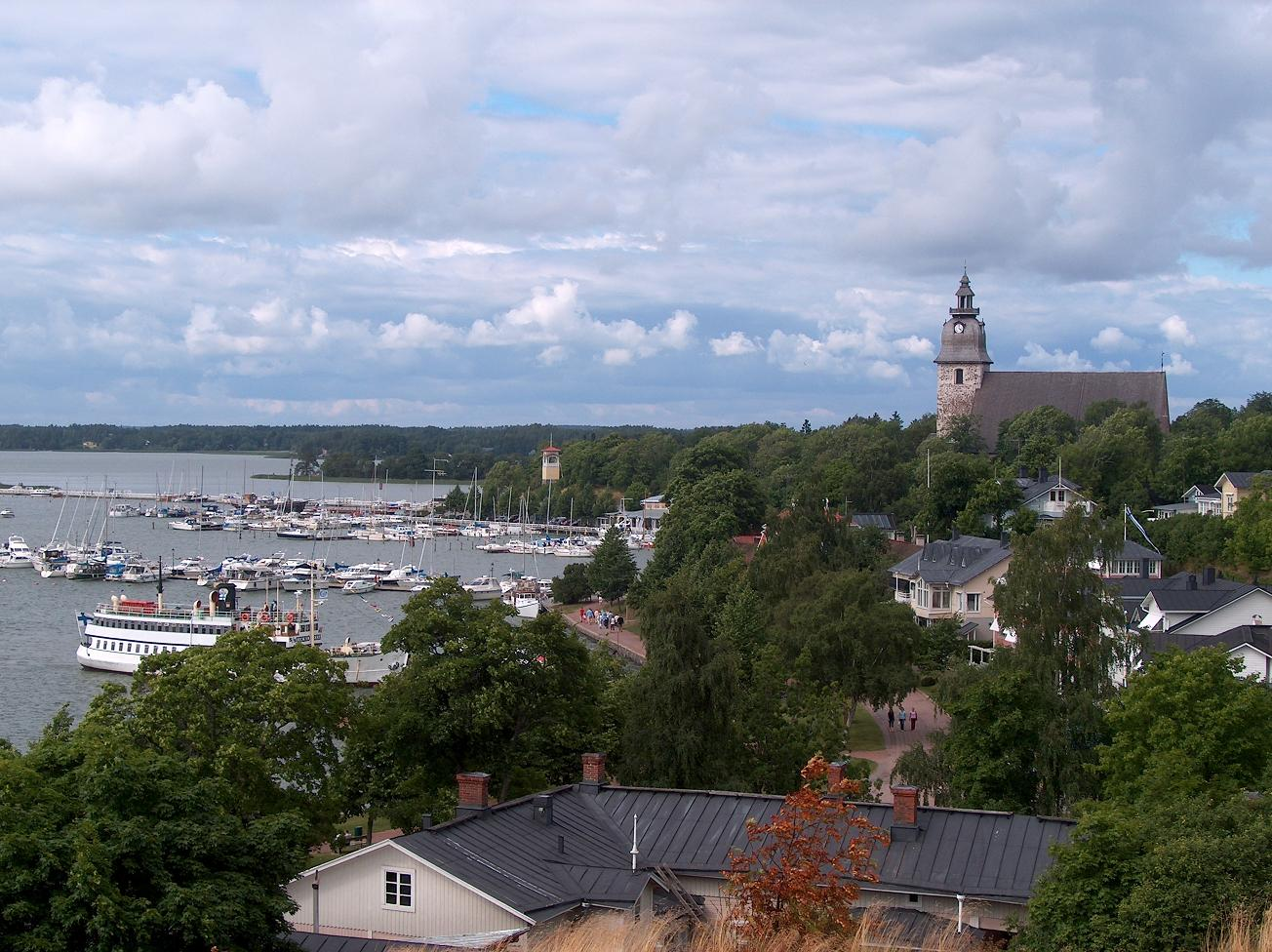
La vieille ville et le port.
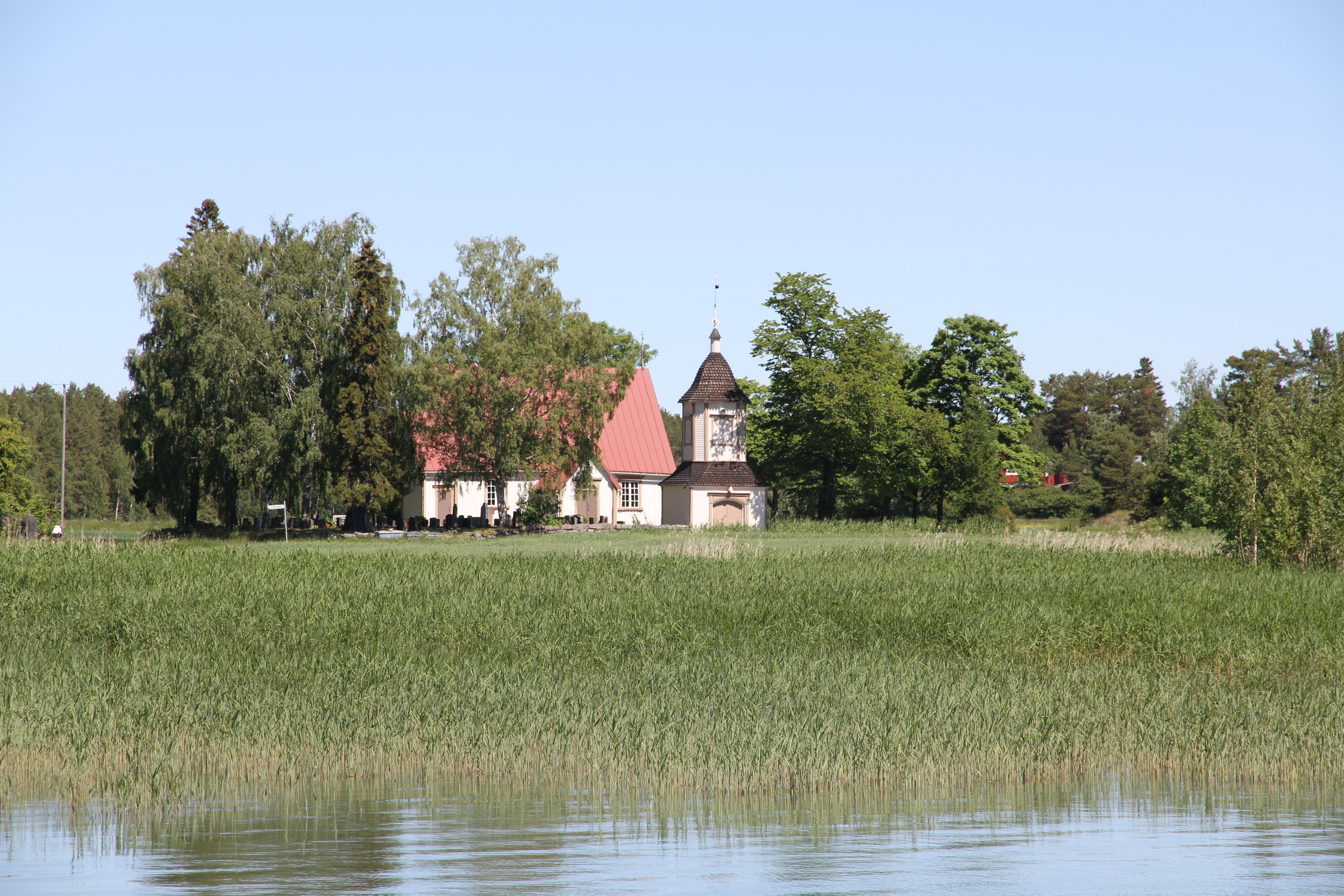
L'église de Velkua
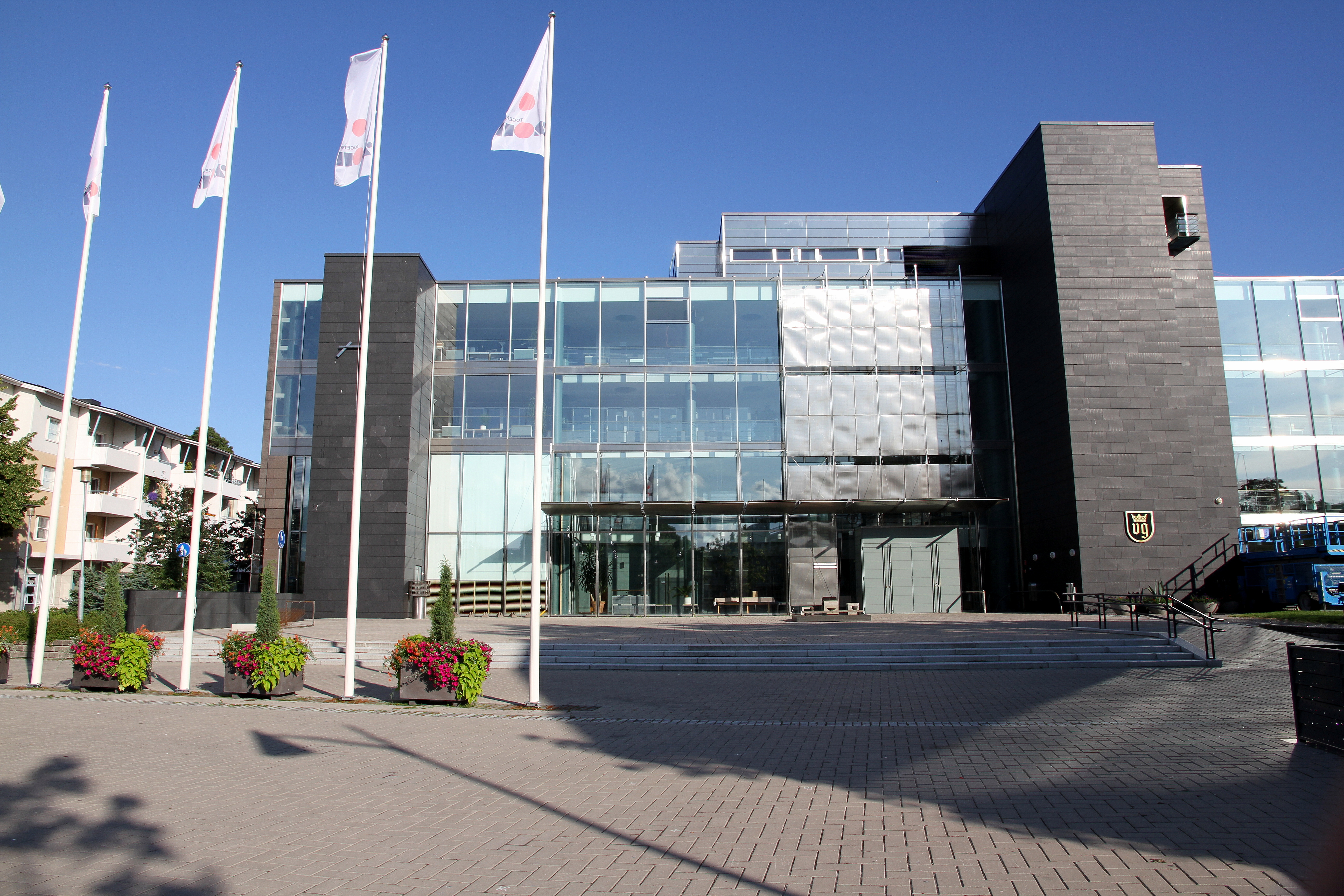
L'hôtel de ville